# Esperança Camps Barber
Esperança Camps Barber (Ciutadella, Menorca, 21 d'agost del 1964) és una periodista i escriptora menorquina. Comparteix actualment la seva residència entre València, Mallorca i Menorca. És periodista de televisió, escriptora, i el 2 de juliol de 2015 va ser nomenada consellera de Transparència, Participació i Cultura del Govern de les Illes Balears. Dimití del càrrec per manca de suport del govern i del seu partit i fou substituïda en el càrrec per Ruth Mateu Vinent. Com a periodista de televisió, va ser una destacada redactora del Canal 9, molt crítica amb la decisió de tancar-la per part de la Generalitat Valenciana. El 2020 començà un nou recorregut per la ràdio d'À Punt com a subdirectora d'informatius no diaris, poc després, canvis en la direcció d'À Punt Media i la cancel·lació de dos programes que coordinava (Punt Docs i La Qüestió) van precipitar la seva sortida a finals del mes d'agost de 2020 de la corporació de mitjans autonòmics.
Des del setembre del 2020, és la cap de redacció de Vilaweb al País Valencià.
Com a escriptora, fins ara ha publicat set novel·les. Entre les més recents, Naufragi a la neu va rebre el premi Blai Bellver de Xàtiva el 2011 i El cos deshabitat va ser guardonada amb el premi El lector de l'Odissea. També ha publicat diversos contes i novel·la breu com Col·lecció particular el 2012. Ha participat en obres col·lectives, com ara El llibre de la Marató 2009. Ha guanyat diversos premis literaris del País Valencià amb altres obres anteriorment, com ara el Joanot Martorell de narrativa de Gandia el 2003, el Ciutat d'Alzira de novel·la el 2004, el Crítica dels Escriptors Valencians de narrativa el 2004, el Premi de Narrativa Bancaixa Vicent Andrés Estellés el 2006. Juntament amb els escriptors valencians Pasqual Alapont, Manuel Baixauli, Vicent Borràs, Àlan Greus, Urbà Lozano i Vicent Usó, forma part del col·lectiu Unai Siset, que l'any 2010 han publicat el llibre conjunt Subsòl. Al Festival Tiana Negra 2016 va aprofitar l'ocasió per donar a conèixer La cara B, de Llibres del delicte, i L'illa sense temps, de l'editorial Meteora.

## Obra
- Ja t'ho diré, dos o tres rams de locura. Menorca: Menorca Segle XXa, 2003.
- Enllà de la mar. València: Bromera, 2004 (Premi Joanot Martorell de narrativa de Gandia 2003).
- Quan la lluna escampa els morts. València: Bromera, 2005 (Premi Ciutat d'Alzira de novel·la 2004; Crítica dels Escriptors Valencians de Narrativa 2004).
- Zero graus. València: Fundació Bromera per al foment de la lectura, 2006.
- Eclipsi. València: Bromera, 2007 (Premi de Narrativa Bancaixa Vicent Andrés Estellés 2006).
- El cos deshabitat. València: Proa, 2009 (Premi El lector de l'Odissea 2008).
- Zero graus. Ciutadella: Institut Menorquí d'Estudis, col·lecció Petit Format, 2010.
- Col·lecció particular. Palma: Editorial Moll, 2012.
- Naufragi a la neu. València: Bromera, 2012 (Premi Blai Bellver-Ciutat de Xàtiva, 2011).
- Vertigen (coautora amb Empar Marco). Carcaixent, Sembra Llibres, 2014.
- La cara B. Barcelona: Llibres del Delicte, 2015.
- L'illa sense temps. Barcelona: Meteora, 2016.
- La draga. Barcelona: Llibres del Delicte, 2017.[12]
- La por. València: Edicions del Bullent. 2023.

## Premis
- 2003: Joanot Martorell de narrativa, per Enllà de la mar
- 2004: Ciutat d'Alzira de novel·la, per Quan la lluna escampa els morts[13]
- 2005: Crítica dels Escriptors Valencians de narrativa, per Enllà de la mar
- 2006: Vicent Andrés Estellés, per Eclipsi
- 2008: El lector de l'Odissea, per El cos deshabitat
- 2011: Ciutat de Xàtiva, per Naufragi a la neu
- 2014: Premi de la Crítica de l'Institut Interuniversitari de Filologia Valenciana, per Naufragi a la neu